# Relais 4 × 400 mètres féminin aux championnats du monde d'athlétisme en salle 2012
Navigation
2010 2014
Le relais 4 × 400 mètres féminin des Championnats du monde en salle 2012 a lieu le 11 mars dans l'Ataköy Athletics Arena.

## Records et performances
Les records du 4 × 400 mètres femmes (mondial, des championnats et par continent) et la meilleure performance mondiale étaient avant les championnats 2012, les suivants :
| Record du monde                | Russie Yulia Gushchina Olga Kotlyarova Olga Zaytseva Olesya Krasnomovets | 3 min 23 s 37 | Glasgow         | 28 janvier 2006 |
| Record des championnats        | Russie                                                                   | 3 min 23 s 88 | Budapest        | 7 mars 2004     |
| Meilleure performance mondiale | Université du Kansas                                                     | 3 min 31 s 36 | College Station | 25 février 2012 |
| Record d'Asie                  | Inde                                                                     | 3 min 37 s 46 | Doha            | 16 février 2008 |
| Record d'Amérique du Nord      | États-Unis                                                               | 3 min 27 s 34 | Boston          | 14 mars 2010    |
| Record d'Europe                | Russie                                                                   | 3 min 23 s 37 | Glasgow         | 28 janvier 2006 |
| Record d'Océanie               | Australie                                                                | 3 min 26 s 87 | Maebashi        | 7 mars 1999     |

## Résultats

### Finale
| Rang               | Nation      | Athlètes                                                                   | Temps         | Note     |
| ------------------ | ----------- | -------------------------------------------------------------------------- | ------------- | -------- |
| Médaille d'or      | Royaume-Uni | Shana Cox Nicola Sanders Christine Ohuruogu Perri Shakes-Drayton           | 3 min 28 s 76 | WL       |
| Médaille d'argent  | États-Unis  | Leslie Cole Natasha Hastings Jernail Hayes Sanya Richards-Ross             | 3 min 28 s 79 | SB       |
| Médaille de bronze | Roumanie    | Angela Morosanu Alina Panainte Adelina Pastor Elena Mirela Lavric          | 3 min 33 s 41 | SB       |
| 4                  | Biélorussie | Hanna Tashpulatava Yulyana Yushchanka Iryna Khliustava Sviatlana Usovich   | 3 min 33 s 73 | SB       |
| —                  | Ukraine     | Elyzaveta Bryzgina Iuliia Olishevska Olha Zemlyak Nataliya Pyhyda          | DSQ           |          |
| —                  | Russie      | Yulia Gushchina Kseniya Ustalova Marina Karnaushchenko Aleksandra Fedoriva | DSQ           | (dopage) |

L'équipe Russe, initialement 3e, est disqualifiée le 25 novembre 2019 à la suite d'un test antidopage positif de Yuliya Gushchina. Par conséquent, la Roumanie, remporte la médaille de bronze.

## Légende
Records et Performances
- AR : Record continental (area record)
- CR : Record des championnats (championship record)
- MR : Record du meeting (meet record)
- NR : Record national (national record)
- OR : Record olympique (olympic record)
- PR : Record paralympique (paralympic record)
- PB : Record personnel (personal best)
- SB : Meilleure performance personnelle de la saison (season's best)
- WL : Meilleure performance mondiale de l'année (world leader)
- WJR : Record du monde junior (world junior record)
- WR : Record du monde (world record)

Circonstances et Conditions
- DNF : N'a pas terminé (did not finish)
- DNS : N'a pas pris le départ (did not start)
- DQ : Disqualification (disqualification)
- NM : Aucun essai valable enregistré (No Mark)
- Q : Qualifié « directement » au prochain tour (ou à la prochaine compétition), lors d'une compétition majeure, grâce au classement ou à la réalisation des minima (automatic qualifier)
- q : Qualifié au prochain tour (ou à la prochaine compétition), lors d'une compétition majeure, grâce au repêchage ou à la réalisation de l'une des meilleures performances parmi celles des « non qualifiés directement » (grâce au meilleur temps ou à la meilleure distance par exemple) (secondary qualifier)